# Čančachi

Čančachi, (rusky Чанчахи, gruzínsky ჭანჭახი) je hora na Velkém Kavkaze, vysoká 4462 m n. m. Nachází se na hlavním kavkazském hřebenu na trojmezí hranic Ruska (republika Severní Osetie-Alanie), Gruzie a bývalé Jihoosetské autonomní oblasti, dnes území nárokovaném de-facto nezávislou Jižní Osetií. V případě území bývalé Jihoosetské autonomní oblasti se dle topografických map Generálního štábu SSSR jedná o jeho nejvyšší bod, a tím tedy zřejmě také nejvyšší bod území nárokovaného Jižní Osetií.

## Výstupy
Na vrchol hory vystoupil jako první Ivan Josifovič Antonovič v roce 1934 po západním hřebenu. Na vrchol vede kolem deseti dalších výstupových cest.